# Vaideeni
Vaideeni là một xã thuộc hạt Vâlcea, România. Dân số thời điểm năm 2002 là 4274 người.